# Vice-royauté du Caucase
Pour les articles homonymes, voir Caucase (homonymie).
La vice-royauté du Caucase est une ancienne province de l’Empire russe qui a existé de 1785 à 1917. À sa plus grande extension, elle couvrait la Transcaucasie (Géorgie, l’Arménie russe, l’Azerbaïdjan russe), le Caucase du Nord (Ciscaucasie) et l’oblast de Kars.

## Première vice-royauté (1785-1798)
L’Empire russe s’intéresse de longue date à la région du Caucase, porte du Moyen-Orient. Au XVIIIe siècle, la Russie mène plusieurs tentatives pour y étendre sa domination. En 1768, Catherine II de Russie envoie une armée commandée par Gottlob Curt Heinrich von Tottleben pour occuper la Géorgie, avec l’alliance du roi Héraclius II de Géorgie, roi de Kartl-Kakhétie, et attaquer l’Empire ottoman par ses provinces d’Anatolie. Mais les désaccords entre Russes et Géorgiens aboutissent à un échec et Tottleben est rappelé en 1771.
Par le traité de Gueorguievsk (1783), Héraclius II de Géorgie, accepte de se placer sous protectorat russe.
En 1785, Catherine II crée une vice-royauté du Caucase, comprenant le gouvernement d'Astrakhan et une partie de la Tauride, récemment enlevée aux Tatars de Crimée.
Paul Ier, fils de Catherine II, abolit la vice-royauté en 1798.

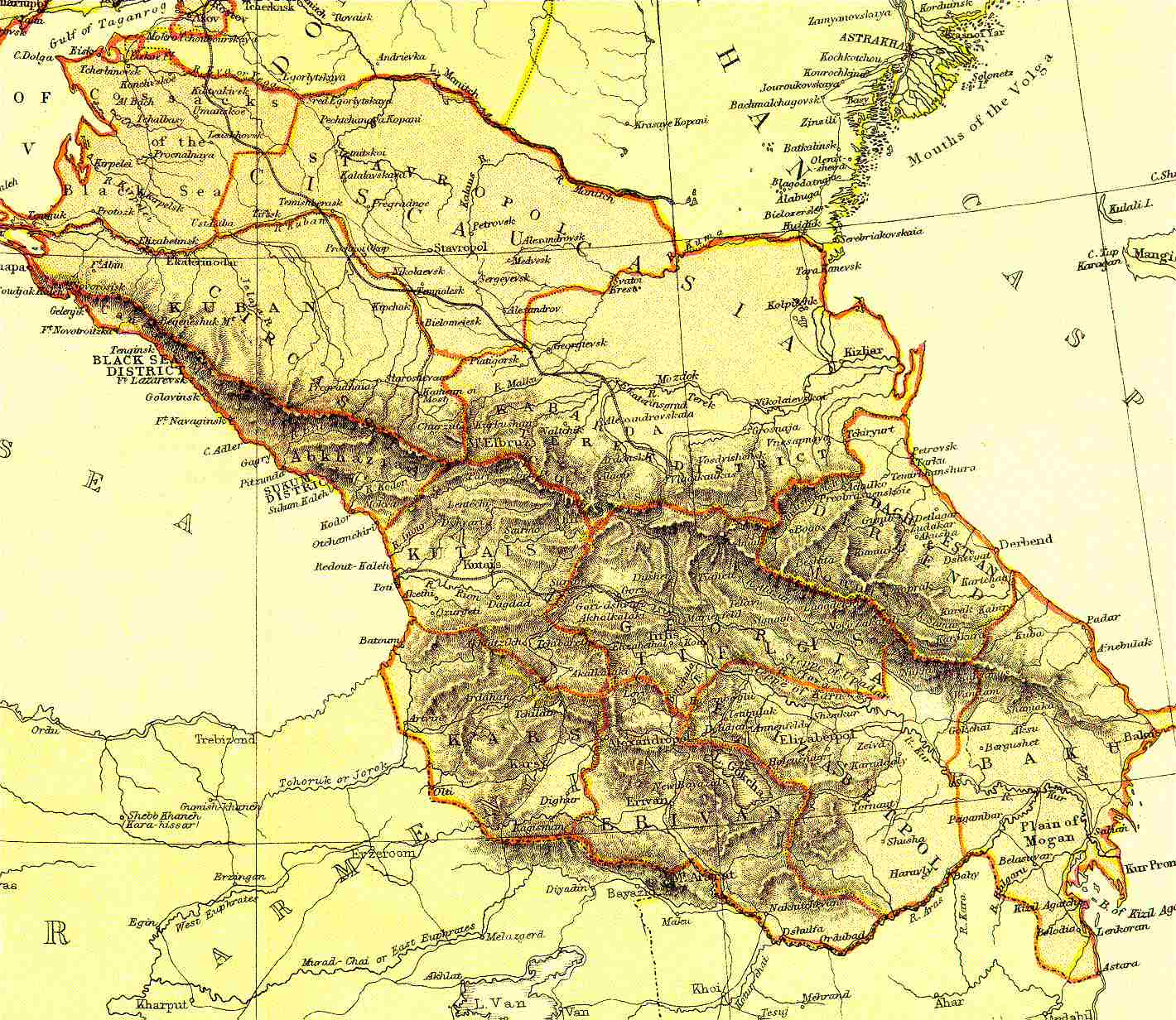
Carte du Caucase, Géorgie, Arménie, et Azerbaïdjan, 1882
Langues du Caucase, 1880
Langues dans les pays caucasiens vers 2000

Palais du Vice-Roi, actuel Palais National de l'Enfance et de la Jeunesse, Tiflis (Géorgie)

## Seconde vice-royauté (1806-1917)

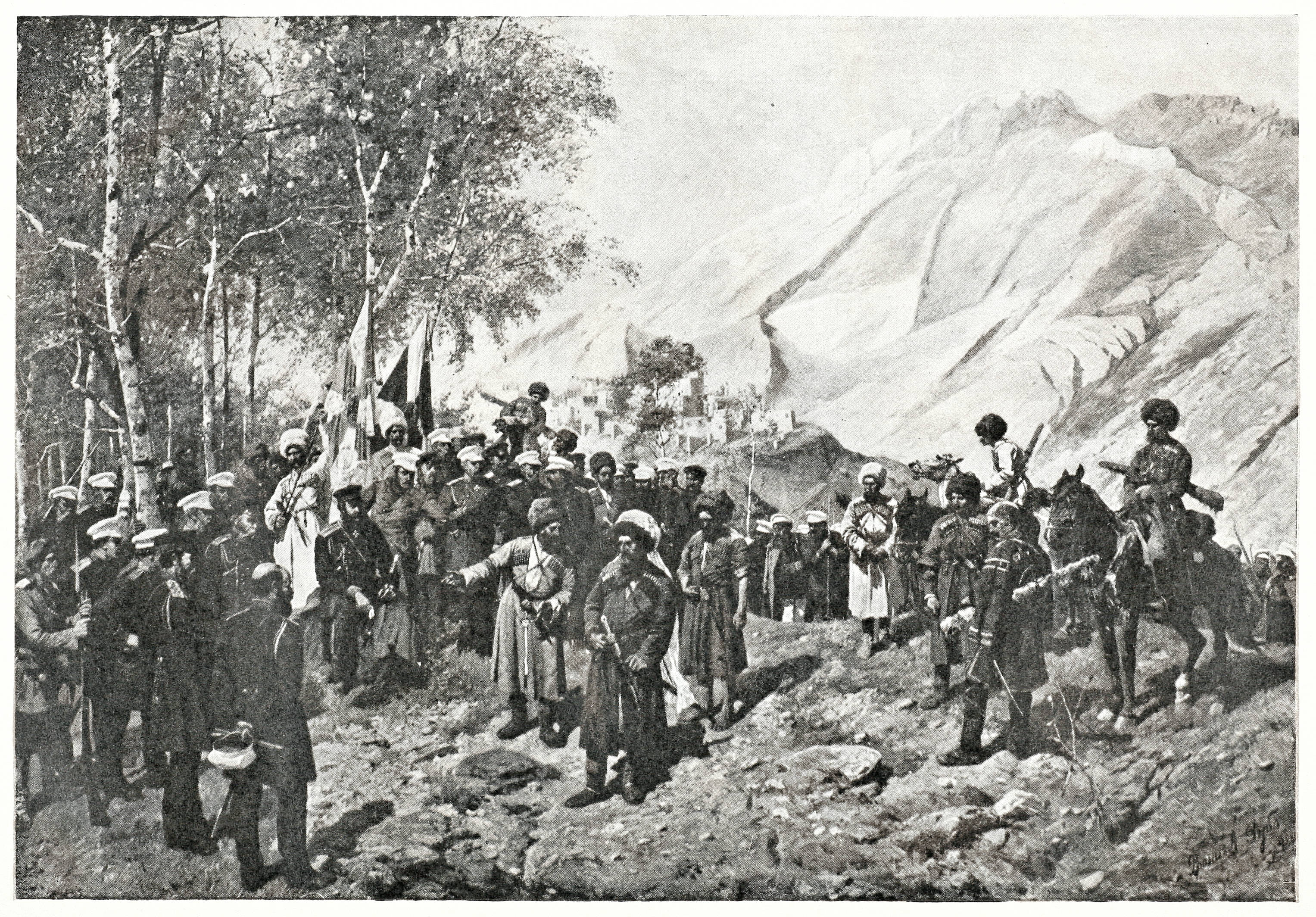
Capture de Chamil en 1859, par Franz Roubaud.

Alexandre Ier, successeur de Paul Ier, rétablit la vice-royauté en 1806 à l’occasion de la guerre russo-persane de 1804-1813.La conquête russe du Caucase reprend à partir de 1806 et engage des forces importantes, notamment les cosaques du Kouban et ceux du Terek. La guerre du Caucase contre les montagnards insoumis ne s’achève qu’avec la reddition de l’imam Chamil le 25 août 1859, jour de l'anniversaire d'Alexandre II ; il est d'ailleurs reçu dans les salons de Saint-Pétersbourg.

La domination russe est marquée par plusieurs guerres contre l'Empire ottoman et contre la Perse ainsi que par des révoltes, mais elle instaure une unité entre des populations très hétérogènes sur les plans ethnique et religieux et entraîne une importante modernisation technique, avec la route militaire, le télégraphe et le chemin de fer transcaucasien. Tbilissi, résidence du vice-roi, est la capitale économique et culturelle des Géorgiens mais aussi des Arméniens et d’autres nationalités de l’Empire. La découverte d’importants gisements pétrolifères en Azerbaïdjan, dans la région de Bakou, en fait un pôle économique majeur : l’oléoduc de Bakou à Batoumi est ouvert en 1906.

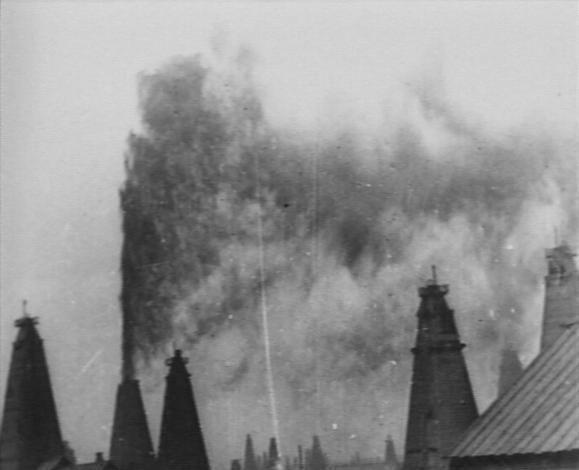
Balaxanida neft fontani (Le puits de pétrole de Balakhany), un des premiers films documentaires tourné à Bakou par Alexandre Michon en 1898.

Pendant la Première Guerre mondiale, la région est éprouvée par la campagne du Caucase où les Russes affrontent l’Empire ottoman. De nombreux Caucasiens chrétiens, notamment de l'Arménie russe, combattent dans l'Armée russe du Caucase alors que des montagnards musulmans du Caucase, non astreints au service militaire, servent comme volontaires dans la division indigène de cavalerie caucasienne (surnommée Division sauvage) sur le front d'Europe centrale.
La révolution russe de Février 1917 entraîne la déposition du dernier vice-roi, le grand-duc Nicolas Nikolaïevitch, oncle de l’empereur Nicolas II de Russie. Il est remplacé par une série de pouvoirs de courte durée, Comité spécial de Transcaucasie et Assemblée transcaucasienne. La Géorgie connaît une brève occupation allemande alors que l'Azerbaïdjan est disputé entre Ottomans et Azéris musulmans d'une part, Arméniens et Britanniques de l'autre, lors de la bataille de Bakou.
La vice-royauté éclate en trois États nationaux, la république démocratique d'Arménie, la république démocratique d'Azerbaïdjan et la république démocratique de Géorgie, ainsi qu'une fédération, la république montagnarde du Caucase du Nord, qui s'opposent entre eux avant d'être absorbés par l’Union soviétique entre 1920 et 1922.

## Liste des vice-rois et gouverneurs russes du Caucase
- Pavel Potemkine (en) (de 1785 à 1787)
- Piotr Tekeli (en) (de 1787 à 1788)
- Ivan Petrovitch Saltykov (en) (de 1788 à 1796)
- Anton Bogdanovitch de Balmen (ru) (de 1788 à 1790)
- Ivan Goudovitch (de 1790 à 1798)
- Karl von Knorring (de 1801 à 1802)
- Paul Tsitsianov (de 1802 à 1806)
- Ivan Goudovitch (de 1806 à 1809)
- Alexandre Tormassov (de 1809 à 1811)
- Filippo Paulucci (de 1811 à 1812)
- Nikolaï Rtichtchev (en) (de 1812 à 1816)
- Alexis Iermolov (de 1816 à 1827)
- Ivan Paskevitch (de 1827 à 1831)
- Grigori Vladimirovitch von Rozen (de 1831 à 1838)
- Ievgueni Golovine (en) (de 1838 à 1842)
- Alexandre von Neidgart (ru) (de 1842 à 1844)
- Mikhail Vorontsov (de 1844 à 1854)
- Nikolaï Mouraviov-Amourski (de 1854 à 1856)
- Alexandre Bariatinsky (de 1856 à 1862)
- Grigol Orbeliani (en) (par intérim, 1862)
- Grand-duc Michel Nikolaïevitch (de 1862 à 1882)
- Alexandre Dondoukov-Korsakov (de 1882 à 1890)
- Sergueï Cheremetiev (ru) (de 1890 à 1896)
- Grigori Sergueïevitch Golitsyne (en) (de 1896 à 1904)
- Yakov Malama (par intérim, 1904)
- Illarion Vorontsov-Dachkov (de 1904 à 1916)
- Grand-duc Nicolas Nikolaïevitch (de 1916 à 1917)